# Федюніно (Владимирська область)
Федюніно (рос. Федюнино) — присілок у Ковровському районі Владимирської області Російської Федерації.
Входить до складу муніципального утворення Клязьминське сільське поселення. Населення становить 1 особу (2010).

## Історія
Присілок розташований на землях фіно-угорського народу мещери.
Від 10 квітня 1929 року належить до Ковровського району, утвореного спочатку у складі Івановської промислової області, а відтак від 14 серпня 1944 року у складі новоутвореної Владимирської області.
Згідно із законом від 11 травня 2005 року входить до складу муніципального утворення Клязьминське сільське поселення.

## Населення
| 1859 | 1905 | 1926 | 2002 | 2010 |
| ---- | ---- | ---- | ---- | ---- |
| 168  | ↘74  | ↗114 | ↘6   | ↘1   |